# John Robert Dunn
John Robert Dunn (Port Natal, 1834 - Emoyeni (Natal), 5 augustus 1895) was een blanke Zoeloekoning.

## Biografie
Dunn werd in 1834 geboren te Port Natal. Zijn ouders  maakten deel uit van de kolonisten van 1820 en waren van Schotse afkomst. Zijn vader werd een succesvolle jager en handelaar in ivoor en huiden en kwam in 1847 bij een strooptocht om het leven toen hij werd vertrapt door een olifant.
Natal was in Dunns jeugdjaren een kleine blanke enclave die meer afhankelijk was van het Zoeloekoninkrijk dan van het Britse Rijk, waardoor hij veel contact had met de Zoeloes en al snel grip kreeg op de Zoeloetaal. Na de proclamatie van de Britse Natalkolonie raakte hij vervreemd met de kolonisten en vertrok hij op jonge leeftijd met zijn vrouw, de 15-jarige kleurlinge Catherine Pierce, naar Zoeloeland. Hij bevriende de latere Zoeloekoning Cetshwayo en werd diens secretaris en diplomatisch adviseur. Als beloning werd hij benoemd tot chief en kreeg hij land, vee en twee Zoeloevrouwen, waaraan hij later nog 46 vrouwen zou toevoegen. Met zijn in totaal 49 echtgenoten kreeg hij 117 kinderen; desondanks bleef Catherine zijn belangrijkste vrouw.
Dunn regeerde over zo'n 6 000-7 000 onderdanen toen in 1879 de Zoeloe-oorlog met de Britten uitbrak. Hij koos de kant van de Britten tegen zijn oude vriend Cetshwayo en na de Britse overwinning werd hij de machtigste van de dertien koningen onder wie het Zoeloekoninkrijk werd verdeeld. Dunn overleed in 1895 aan oedeem en hartziekten. Zijn afstammelingen worden geschat op zo'n 6 000 man.